# Segunda División 1995-1996 (Spagna)
L'edizione 1995-96 della Segunda División fu il sessantacinquesimo campionato di calcio spagnolo di seconda divisione. Il campionato vide la partecipazione di 20 squadre raggruppate in un unico gruppo. Le prime due della classifica furono promosse in Primera División mentre le ultime quattro furono retrocesse in Segunda División B. Erano previsti i play-off per la terza e la quarta in classifica. Per la prima volta in questo campionato ogni vittoria valse tre punti e non più due.

## Classifica finale
|  |     | Classifica 1995-96 | Pt | G  | V  | N  | P  | GF | GS | DR  |
|  | --- | ------------------ | -- | -- | -- | -- | -- | -- | -- | --- |
|  | 1.  | Hércules           | 73 | 38 | 21 | 10 | 7  | 61 | 30 | +31 |
|  | 2.  | CD Logroñés        | 69 | 38 | 20 | 9  | 9  | 69 | 49 | +20 |
|  | 3.  | Maiorca            | 69 | 38 | 20 | 9  | 9  | 59 | 35 | +24 |
|  | 4.  | Real Madrid B      | 64 | 38 | 18 | 10 | 10 | 50 | 41 | +9  |
|  | 5.  | Extremadura        | 62 | 38 | 17 | 11 | 10 | 48 | 33 | +15 |
|  | 6.  | Badajoz            | 62 | 38 | 18 | 8  | 12 | 48 | 31 | +17 |
|  | 7.  | Alavés             | 61 | 38 | 17 | 10 | 11 | 52 | 42 | +10 |
|  | 8.  | Leganés            | 61 | 38 | 17 | 10 | 11 | 42 | 40 | +2  |
|  | 9.  | Toledo             | 59 | 38 | 16 | 11 | 11 | 38 | 30 | +8  |
|  | 10. | Osasuna            | 52 | 38 | 15 | 7  | 16 | 49 | 43 | +6  |
|  | 11. | UE Lleida          | 48 | 38 | 12 | 12 | 14 | 40 | 49 | -9  |
|  | 12. | Eibar              | 46 | 38 | 10 | 16 | 12 | 24 | 31 | -7  |
|  | 13. | Écija              | 45 | 38 | 12 | 9  | 17 | 34 | 60 | -26 |
|  | 14. | Barcellona B       | 44 | 38 | 13 | 5  | 20 | 55 | 63 | -8  |
|  | 15. | Villarreal         | 44 | 38 | 11 | 11 | 16 | 32 | 39 | -7  |
|  | 16. | Almería            | 44 | 38 | 10 | 14 | 14 | 42 | 47 | -5  |
|  | 17. | Sestao Sport       | 42 | 38 | 10 | 12 | 16 | 36 | 45 | -9  |
|  | 18. | Bilbao Athletic    | 40 | 38 | 10 | 10 | 18 | 49 | 63 | -14 |
|  | 19. | Getafe             | 32 | 38 | 7  | 11 | 20 | 30 | 52 | -22 |
|  | 20. | Atlético Marbella  | 21 | 38 | 4  | 9  | 25 | 28 | 63 | -35 |

### Playoff
|             | Andata | Ritorno |                |
| ----------- | ------ | ------- | -------------- |
| Maiorca     | 1-0    | 0-2     | Rayo Vallecano |
| Extremadura | 1-0    | 1-0     | Albacete       |

## Verdetti
- Hércules,  CD Logroñés e  Extremadura promosse in Primera División 1996-1997.
- Bilbao Athletic,  Getafe e  Atlético Marbella retrocesse in Segunda División B 1996-1997.